# باشگاه فوتبال کومو
کالچو کومو (به ایتالیایی: Calcio Como) یک باشگاه فوتبال ایتالیایی در شهر کومو است که در سری آ رقابت می‌کند.
این باشگاه در تاریخ ۱ژانویه ۱۹۰۷ تأسیس و در سال ۲۰۰۵ مورد بازسازی قرار گرفت.

## تاریخچه
کومو برای اولین بار در سال ۱۹۴۹ به سری آ صعود کرد و قبل از سقوط از یک اقامت قابل احترام چهار ساله لذت برد، ۲۰ سال بعد بین سری B و C حرکت کرد اما بیشتر اوقات سابق. تجدید حیات در دهه ۱۹۷۰ باعث شد که باشگاه به عنوان مدعی صعود به سری آ ظاهر شود، این در سال ۱۹۷۵ به دست آمد، اما علیرغم بهترین تلاش بازیکنانی مانند الساندرو اسکانزیانی، آنها فقط یک فصل دوام آوردند. آنها تا سال ۱۹۷۸ به C1 سقوط کردند، اما با تیم بازسازی شده ای که ستاره هایی مانند پیترو ویرچوود را در خود جای داده بود، به ترفیعات پی در پی و اقامت دو ساله در سری آ (۱۹۸۲-۱۹۸۰) دست یافتند.
کومو در سال ۱۹۸۴ با حضور پنج ساله در سری آ موفق‌ترین دوره اخیر باشگاه را به اثبات رساند. نیروهای مهاجم دن کورنلیوسون و استفانو بورگونوو در سال ۱۹۸۶ در جایگاه نهم قرار گرفتند که سال بعد با گل های بسیار کمتر تکرار شد. با این حال، خط دفاعی باشگاه به رهبری پاسکواله برونو، مرد سخت‌گیر، بیش از این کار را انجام داد. سقوط در سال ۱۹۸۹ باعث کاهش سریع شد و کومو بیشتر دهه ۱۹۹۰ را به استثنای ۱۹۹۵ در سری C1 سپری کرد. 

## ورشکستگی و صعود کوتاه به سری B
در قرن بیست و یکم کومو احیای کوتاهی را تجربه کرد. صعود به سری B در سال ۲۰۰۱ با یک حادثه وحشتناک خشونت آمیز در بازی مقابل مودنا خدشه دار شد که منجر به محرومیت ۳ ساله کاپیتان ماسیمیلیانو فریگنو شد. آنها با این وجود موفق شدند در فصل ۰۳ - ۲۰۰۲ به سری آ صعود کنند. با این حال، بازگشت به سری آ یک ناامیدی بزرگ از تیم دو تیم انتهایی در تمام فصل و محرومیت از بازی‌ها در سینیگاگلیا پس از خشونت تماشاگران بود. سقوط های پی در پی باعث مشکلات مالی شده است. در دسامبر ۲۰۰۴ باشگاه ورشکسته اعلام شد. هیچ سرمایه‌گذاری موفق نشد باشگاه را تصاحب کند بنابراین شرکت Calcio Como S.p.A. منحل شد. به لطف مقررات FIGC، موجودیت جدید Calcio Como S.r.l.[3] اجازه ورود به سری D 06-۲۰۰۵ را داشت. مدیر تصفیه همچنین دریافت که انریکو پرزیوسی، رئیس سابق، دارایی هایی مانند قراردادهای بازیکنان را به باشگاه جدیدش جنوا منتقل کرده است که باعث شکست مالی کومو شده است. آنها در سال ۲۰۰۸ به سری C2 تغییر نام داد، Lega Pro Seconda Divisione، پس از بردن Girone B سری D.[4] کومو سرانجام پس از شکست دادن رودنگو سایانو با مجموع 1–1 و الساندریا با مجموع 4–1 به سری C1 (Lega Pro Prima Divisione) پس از بازی های پلی آف صعود کرد. در سال 2015، کومو در رده سوم که اکنون Lega Pro نامیده می شود، چهارم شد. آنها به پلی آف صعود راه یافتند و پس از شکست دادن باسانو ویرتوس در فینال دو بازی در مجموع 2-0 به سری B صعود کردند. آنها در فصل بعد دوباره به لگا پرو سقوط کردند.

## F.C. Como / Como 1907
مشکلات اقتصادی جدیدی در فصل 2016–2017 به وجود آمد که باعث شد باشگاه منحل شود و به مزایده گذاشته شود. در چهارمین حراج، دارایی های باشگاه توسط آکوسوا پونی اسین، همسر فوتبالیست غنائی مایکل اسین و اولین تاجر خارجی در فوتبال ایتالیا (از طریق شرکت او F.C. Como S.r.l.) خریداری شد.[5]
با این حال، فدراسیون فوتبال ایتالیا (FIGC) درخواست F.C. کومو به عنوان جانشین کومو در فصل 18-2017 سری C،[6]، زیرا باشگاه تمام معیارهای مندرج در ماده 52 N.O.I.F.[7] را برآورده نکرد. در شروع فصل، شرکت دیگری Como 1907 S.r.l.[8] به جای آن در سری D 2017–18 پذیرفته شد، و زیر بند دیگری از ماده 52 را حذف کرد.[9][10]
کومو پس از پیروزی در دور B سری D، در سال 2019 به فوتبال حرفه ای بازگشت.
از سال 2019، این باشگاه تحت مالکیت شرکت اندونزیایی Djarum Group به رهبری مایکل هارتونو و رابرت بودی هارتونو و توسط Mola تابعه Djarum از سال 2021 تحت حمایت مالی قرار دارد. دنیس وایز بازیکن سابق چلسی و میلوال به عنوان رئیس منصوب شده است. سایر سهامداران اقلیت عبارتند از تیری هانری و سسک فابرگاس.[11]

## افتخارات باشگاه

### لیگ

لوگوی قدیمی باشگاه

- ۳ قهرمانی سری بی در فصل های
  - ۱۹۴۹و۱۹۸۰و۲۰۰۲

- ۴ قهرمانی سری سی در فصل های
  - ۱۹۳۱و۱۹۶۸و۱۹۷۹و۲۰۲۱

- ۲ قهرمانی سری دی در فصل های
  - ۲۰۰۸و ۲۰۱۹

### کاپ
- کوپا ایتالیا سری C
  - قهرمانی: 1996–97
- کوپا ایتالیا سری D
  - قهرمانی: 2007–08

## بازیکنان مشهور
• سسک فابرگاس
• دیرسیو
• استیه پان توماس
• سرجی روبرتو
• نیکولو بارلا
• رافائل واران
• پپه رینا
• آندره آ بلوتی
• علی جاسم